# إيفان ألميدا
إيفان ألميدا (بالبرتغالية: Ivan Almeida‏) مواليد 10 مايو 1989 في برايا، هو لاعب كرة سلة من جمهورية الرأس الأخضر. بدأ مسيرته الاحترافية في سنة 2011. يلعب مع نادي فوتسوافك لكرة السلة في الدوري البولندي لكرة السلة. يبلغ طوله 6 قدم 6 بوصة (2.0 م).

## روابط خارجية
- إيفان ألميدا على موقع الاتحاد الدولي لكرة السلة (الإنجليزية)
- إيفان ألميدا على موقع كرة السلة الأوروبية.كوم (الإنجليزية)
- إيفان ألميدا على موقع ريلجم (الإنجليزية)
- إيفان ألميدا على موقع بروبوليرز (الإنجليزية)
- إيفان ألميدا على موقع سبورتس رفرنس (الإنجليزية)